# Psilorhynchus gracilis
Psilorhynchus gracilis är en fiskart som beskrevs av Rainboth, 1983. Psilorhynchus gracilis ingår i släktet Psilorhynchus och familjen Psilorhynchidae. IUCN kategoriserar arten globalt som livskraftig. Inga underarter finns listade i Catalogue of Life.